# افراشتگی
در آواشناسی زبان، هرگاه بر اثر افراشتگی جایگاه قرارگیری زبان در دهان، به هنگام تلفظ، واکه‌ای از جایگاه افتاده به جایگاه میانه یا افراشته ارتقا یابد، به این فرایند، افراشتگی یا ارتقاء واکه‌ای (انگلیسی: Raising) می‌گویند.
برای نمونه اگر واژهٔ کِلید به صورت کیلید تلفظ شود، تبدیل واکهٔ میانه [e] به واکهٔ [i] را افراشتگی می‌گویند. تلفظ فتیله و بلیط و شکوفه به صورت فیتیله، بیلیط و شوکوفه از دیگر نمونه‌های افراشتگی واکه‌ها است.
مثال بارزِ افراشتگی در فارسی کنونی، تبدیل /a/ در پایان کلمه به /e/ است: مثلا /xāna/ (در فارسی کلاسیک) امروز /xāne/ خوانده می شود اما کماکان «خانه» نوشته می شود. همین کلمه در گفتار /xune/ هم تلفظ می شود؛ در این مورد افراشتگی از /ā/ به /u/ رخ داده است. 
انواع واکه‌ها:
افراشته: [u , i]
میانه: [o , e]
افتاده: [a , æ]
واکه‌های افراشته (مانند [i] ,[u]) که مجرای خروج هوا به هنگام تولیدشان در تنگترین حالت ممکن قرار دارد، «واکه‌های بسته» نامیده می‌شوند.
تبدیل یک واکهٔ افراشته به یک واکهٔ افتاده را افتادگی (lowering) می‌گویند.